# 穴水インターチェンジ

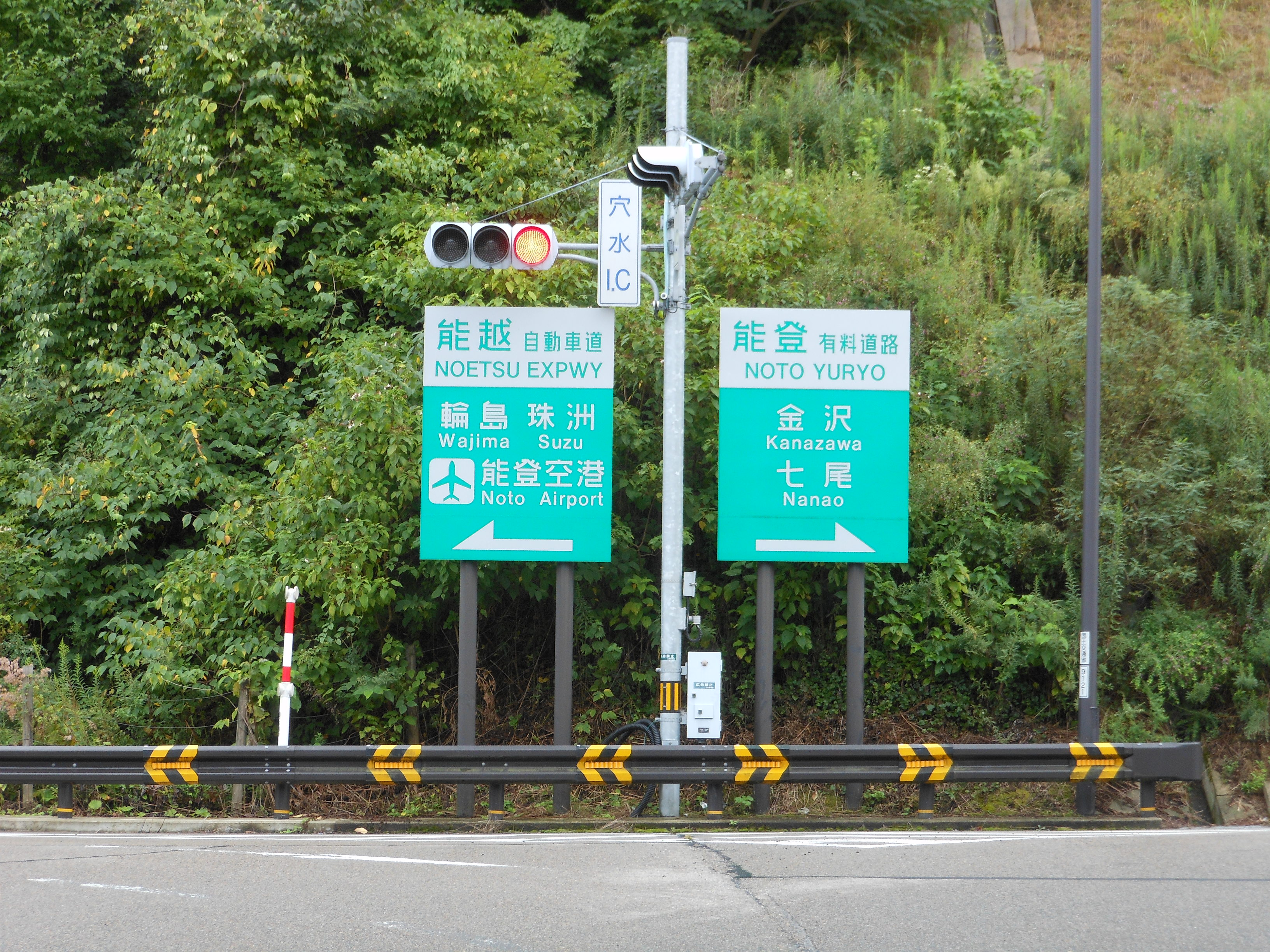
穴水I.C交差点

穴水インターチェンジ（あなみずインターチェンジ）は、石川県鳳珠郡穴水町字此木（くのぎ）にあるのと里山海道（法律上は能越自動車道との重複区間）・能越自動車道（穴水道路）のインターチェンジである。

## 歴史
- 1978年（昭和53年）11月1日 - 能登半島縦貫有料道路の横田IC - 当IC間が開通、供用開始[1][2][3][4]。供用開始当初の名称は此木インターチェンジ（くのぎインターチェンジ）[1][2][3]。
- 1982年（昭和57年）
  - 9月13日 - 路線名を「能登有料道路」に変更[3]、同道路のインターチェンジとなる。
  - 11月17日 - 能登有料道路の柳田IC - 徳田大津IC間が開通[3][5][6]、これに伴い能登有料道路が全線開通[3]。
- 2006年（平成18年）6月10日 - 能越自動車道（穴水道路）の能登空港IC（現在ののと里山空港IC） - 当IC間が開通[3][7]。名称を此木インターチェンジから穴水インターチェンジに変更。
- 2007年（平成19年）
  - 3月25日 - 同日発生した能登半島地震により、能登有料道路の当IC以南の区間ならびに能越自動車道の当IC - 能登空港IC間が通行止となる[8][9]。
  - 3月29日 - 能越自動車道の当IC - 能登空港IC間の通行止を解除[10]。
  - 4月27日 - 能登有料道路の横田IC - 当IC間の通行止を解除[8][11][12]。
- 2013年（平成25年）3月31日 - 能登有料道路が無料化されたことに伴い、当IC以南の区間がのと里山海道となる[3]。

## 接続道路
- 石川県道1号七尾輪島線（門前方面は石川県道7号穴水門前線と重複）（輪島道路）
- 石川県道303号柏木穴水線（珠洲道路）

## 能登有料道路時代の料金所
- 輪島方面は無料区間のため、当初からなし。
- 金沢方面は横田本線料金所で支払いが行われた[13]。

## 周辺
- のと鉄道七尾線 穴水駅
- 道の駅あなみず
- 穴水ショッピングセンターパルス
- 穴水町役場
- 輪島警察署穴水庁舎
- 奥能登広域圏消防本部穴水消防署

## 隣
E41 のと里山海道（法律上は能越自動車道との重複区間）
越の原IC - 穴水IC
E41 能越自動車道（穴水道路）
穴水IC - のと里山空港IC